# Darreh Duzakh
Darreh Duzakh (en persan : دره دوزخ romanisé en Darreh Dūzakh) est un village de la province de Kermanshah en Iran. Lors du recensement de 2006, sa population était de 100 habitants répartis dans 20 familles.